# Malzeichen des Tieres
Malzeichen des Tieres, in anderen Übersetzungen Zeichen des Tieres, wird eine thematische Einheit in der Offenbarung des Johannes im Neuen Testament der Bibel genannt, die mehrfach erwähnt und der eine besondere Bedeutung zugeschrieben wird. Die erste Erwähnung des Malzeichens (die Ankündigung der sieben letzten Plagen in Offb 15-16 ) ist im Zusammenhang mit der Beschreibung des Tieres in Offb 13 , einer endzeitlichen Macht, die in Offb 13,17  mit der Nennung der beiden Tiere allen Bewohnern der Erde bestimmte Verhaltensregeln aufzuzwingen sucht.

## Merkmale des Malzeichens
Merkmale des Malzeichens des Tieres sind:
1. Das beschriebene Tier erzwingt die Annahme des Malzeichens für alle Menschen (Offb 13,16).
2. Das Malzeichen kann entweder an der rechten Hand oder an der Stirn angenommen werden (Offb 13,16).
3. Es ist nicht dasselbe wie die Zahl des Tieres (Offb. 13,18).
4. Wer das Malzeichen nicht hat oder den Namen des Tieres oder seine Zahl, wird nicht mehr kaufen oder verkaufen können. (Offb 13,17)

## Warnung Gottes gegen das Malzeichen
Als Gegenüber wird im darauffolgenden Kapitel beschrieben, dass Gott die Annahme des Malzeichens des Tieres nicht gutheiße. Folgende Warnungen werden dem gegeben, der das Malzeichen annimmt:
1. Er wird von Gottes Zorneswein unvermischt eingeschenkt bekommen (Offb 14,9).
2. Er hat Tag und Nacht keine Ruhe (Offb 14,11).
3. Er wird mit dem Tod im Feuersee bestraft (Offb 19,20).
4. Wer es dagegen nicht angenommen hat, wird mit Christus tausend Jahre herrschen (Offb 20,4).

## Deutungen
Der amerikanische Wissenschaftler für das Neue Testament Craig C. Hill erläutert, dass das Malzeichen des Tieres die allumfassende ökonomische Macht des römischen Reiches symbolisierte, versinnbildlicht durch die Tatsache, dass das Gesicht des Kaisers, mit Sonnenstrahlen versehen, auf die Münzen „geprägt“ wurde. Konservative Christen des ersten Jahrhunderts weigerten sich deshalb, Münzen mit jedweder Art von heidnischer Symbolik anzuschauen, zu tragen oder herzustellen. Deshalb wurde es für Christen immer schwieriger, am öffentlichen Leben durch Handeln, Kaufen und Verkaufen teilzuhaben. Adela Yarbro Collins erläutert weiter, dass mit dem Verbot, die Münzen zu benutzen, die Bedingung in Offenbarung 13,17, dass niemand „kaufen noch verkaufen“ kann, erfüllt sei. Die Nebeneinanderstellung von Kaufen und Verkaufen, worauf das Malzeichen des Tieres hindeutet, scheine sich auf die Tatsache zu beziehen, dass normalerweise das Gesicht des gegenwärtigen Kaisers auf römische Münzen geprägt war. Nicht kaufen oder verkaufen zu können, wäre dann das Resultat der Weigerung, die Münzen Roms zu benutzen.
Im modernen Dispensationalismus wird das Malzeichen als eine moderne Technik im Einzelhandel und zur Überwachung gedeutet: als Strichcode, Kreditkarte oder Computerchip, den der Antichrist allen Menschen zu implantieren befehlen werde. Laut dem amerikanischen Politikwissenschaftler Michael Barkun schaffen derlei Spekulationen eine Verbindung zwischen christlichem Endzeitglauben, wie er insbesondere in den Vereinigten Staaten verbreitet ist, und Verschwörungstheorien. Während der COVID-19-Pandemie wurde zum Beispiel die Falschinformation verbreitet, Bill Gates plane bei den bevorstehenden Impfungen allen Menschen einen RFID-Mikrochip implantieren zu lassen, der in der Folge sensible Daten übermittle. Dieser Chip sei das satanische „Malzeichen des Tieres“.